# Кейл, Полин
Поли́н Кейл (англ. Pauline Kael; 19 июня 1919 — 3 сентября 2001) — американская журналистка и кинокритик, чьи «остроумные, саркастичные, пристрастные и резкофокусные» рецензии, зачастую противоречившие мнениям современников, сделали её, возможно, самым влиятельным из когда-либо живших кинокритиков.

## Биография
Родилась в семье еврейских эмигрантов из Польши, живших на ферме в Калифорнии. В Калифорнийском университете в Беркли изучала философию, литературу и искусство, однако отчислилась из него в 1940 году. Намеревалась сделать карьеру драматурга. Пришла в англоязычную кинокритику в 1950-е годы. Первой публикацией стал очерк о фильмах Чарльза Чаплина (1953). В 1965—1966 работала в женском журнале McCall's. С 1967 и по 1990 годы сотрудничала с журналом The New Yorker. Перестала вести колонку в The New Yorker в 1991 году из-за болезни Паркинсона.
Кейл воплощала собой антиинтеллектуальный подход к кинокритике, основанный на эмоциональном восприятии фильма.
Новинки она смотрела только один раз и рецензировала, опираясь на первое впечатление; никогда не пересматривала ленты прошлых лет. «Не помню, чтобы она хоть раз выкопала из фильма какие-то идеи или углубилась в его структуру дальше фраз вроде: „Этот мне нравится“ или „А этот мне не понравился“», — вспоминает Дэйв Кер.
В 1967 году она возглавила кампанию по реабилитации такого ключевого для Нового Голливуда фильма, как «Бонни и Клайд», который вызвал негативную реакцию у критиков «старой школы», написав о нём рецензию из 9 тысяч слов. Журнал The New Republic, где она на тот момент работала, печатать отзыв отказался. Закончилось тем, что The New Yorker статью напечатал, да ещё и обеспечил ей в журнале постоянную колонку. В рецензии говорилось: «„Бонни и Клайд“ — самый американский из всех американских фильмов после „Маньчжурского кандидата“, а наша публика давно созрела для того, чтобы воспринять эту картину». По словам сценариста фильма Роберта Тауна: «Без неё „Бонни и Клайд“ издох бы, как бездомная собака».
В своём эссе «Выращивая Кейна» (The New Yorker, 1971), которое вызвало бурную дискуссию, она, подробно исследуя историю создания фильма «Гражданин Кейн», оспаривала абсолютное авторство Орсона Уэллса и приписывала как минимум половину авторства этой картины сценаристу Герману Манкевичу.
Продвигала творчество Жана-Люка Годара, считала «Последнее танго в Париже» едва ли не величайшим фильмом в истории, симпатизировала ревизионистам (Сэму Пекинпе в первую очередь). Критически отзывалась о таких богинях Голливуда, как Лана Тёрнер: «Это не актриса, это товар».
Участница многолетней полемики об авторском кино с вождём «интеллектуального истэблишмента» кинокритиком Эндрю Саррисом из нью-йоркской газеты The Village Voice. Считается, что её подход к кинокритике развивал Роджер Эберт.
Квентин Тарантино с 15 лет изучал её рецензии, а спустя годы признался: «Я никогда не ходил в киношколу. Полин Кейл была моим профессором в киношколе в моей голове».
- «Правила игры»

## Сочинения

### Книги
- I Lost It at the Movies[англ.] (1965)
- Kiss Kiss Bang Bang[англ.] (1968) ISBN 0-316-48163-7
- Going Steady[англ.] (1969) ISBN 0-553-05880-0
- The Citizen Kane Book (1971)[11] OCLC 209252
- Deeper into Movies[англ.] (1973) ISBN 0-7145-0941-8
- Reeling[англ.] (1976)
- When the Lights Go Down[англ.] (1980) ISBN 0-03-042511-5
- 5001 Nights at the Movies[англ.] (1982, revised in 1984 and 1991) ISBN 0-8050-1367-9
- Taking It All In[англ.] (1984) ISBN 0-03-069362-4
- State of the Art[англ.] (1987) ISBN 0-7145-2869-2
- Hooked[англ.] (1989)
- Movie Love[англ.] (1991)
- For Keeps (1994)
- Raising Kane, and other essays (1996)

### Рецензии и эссе
- «Trash, Art, and the Movies», эссе опубликованное в 1969 в февральском номере Harper's[англ.]
- «Raising Kane[англ.]», эссе посвящённое фильму Гражданин Кейн опубоикованное 20 и 27 февраля 1971 в The New Yorker
- «Stanley Strangelove», рецензия на фильм Заводной апельсин опубликованная в 1972 году в январском номере The New Yorker
- «The Man From Dream City», статья посвящённая Кэри Гранту, опубликованная в номере The New Yorker за 14 июля 1975 года
- Kael, Pauline (23 июня 1980), Why Are Movies So Bad? Or, The Numbers, The New Yorker: 82
- Kael, Pauline (7 января 1985), The Current Cinema: Fever Dream / Echo Chamber, The New Yorker, 60 (47): 66–70 рецензии на Миссис Соффел, режиссёра Джиллиан Армстронг, и Клуб «Коттон», режиссёра Фрэнсиса Форла Копполы
- Kael, Pauline (14 января 1985), The Current Cinema: Unloos'd Dreams, The New Yorker, 60 (48): 112–115 рецензии на Поездка в Индию, режиссёра Дэвида Лина
- Kael, Pauline (28 января 1985), The Current Cinema: Lovers and Fools, The New Yorker, 60 (50): 86–91 рецензии на Микки и Мод, режиссёра Блейка Эдвардса; Человек со звезды, режиссёра Джона Карпентера; Парень из «Фламинго», режиссёра Гарри Маршалла